# Hermogenes av Tarsus
Hermogenes av Tarsus, född omkring 160 i Tarsus, Cilicien, död omkring 225, var en grekisk retoriker som var verksam i romarriket under kejsare Marcus Aurelius (161–180).

## Biografi
Hermogenes var ett underbarn i konsten att tala. Redan som femtonåring fick han hålla tal framför den dåvarande romerska kejsaren Marcus Aurelius, som blev så förtjust att han överöste den unge Hermogenes med gåvor. Ett flertal inflytelserika retoriska verk tillskrivs Hermogenes, men de skrevs alla under hans ungdom. Han blev, till synes utan förklaring, galen som 24-åring och förlorade på så sätt sin retoriska förmåga. Filosofen Filostratos av Lemnos beskriver att ett vanligt skämt gällande den äldre (och galna) Hermogenes lyder:
"Detta är Hermogenes, en gammal man bland pojkar och en pojke bland gamla män."
Trots att han enbart var en aktiv skribent och talare under ett par år så anses Hermogenes av Tarsus vara 100-talets viktigaste retoriker, och den viktigaste grekiska retorikern att leva under Romarriket.

## Verk och översättningar
Fem verk som överlevt från den här perioden tillskrivs Hermogenes:
- Peri Progymnasmata - "On Rhetorical Exercises"
- Peri Ideôn - "On Ideas of Style"

- Peri Staseôn - "On Issues"
- Peri Heurêseos - "On Invention"
- Peri Methodou Deinothêtos - "On Method"

### Peri Progymnasmata
Verket behandlar progymnasmata, en serie retoriska övningar som gradvis blir svårare med syftet att lära studenter retorikens grunder. I verket går Hermogenes kortfattat igenom tretton olika övningar som ska vägleda studenter till retorisk kunskap. Hermogenes var dock inte först med att skriva om progymnasmata, utan sofisten Aelius Theon brukar tillskrivas som den första att skriva om övningarna. Efter Hermogenes skrev Afthonios av Antioch en handbok om progymnasmata som förklarade övningarna på ett tydligare sätt med exempeltexter, och hans handbok blev betydligt mer inflytelserik än både Theons och Hermogenes.

### Peri Ideôn
Hermogenes mest inflytelserika verk är Peri Ideôn. I verket presenterar Hermogenes sju stilperspektiv:
- Klarhet (Saphēneia)
- Prakt (Megethos)
- Skönhet (Kallos)
- Rapiditet (Gorgotēs)
- Karaktär (Ēthos)
- Ärlighet (Alēthia)
- Kraft (Deinotēs)

Dessa stilperspektiv går att använda under komponerandet av en text, och även som analysredskap. Vid en analys appliceras perspektiven på texten, exempelvis så kan man med hjälp av begreppet klarhet (saphēneia) ställa följande frågor: "Är textens tes tydlig?", "Är ordvalen anpassade till publiken?", "Undviks onödiga stilfigurer?", " Är textens metod tydlig och relevant?" etc. Med dessa begrepp bryter Hermogenes mot tidigare former av stilanalys, där de vedertagna analysperspektiven varit lågstil, mellanstil och högstil. Hans tankar om stil fick stort inflytande i det bysantinska rikets utbildningsväsen och även under renässansen.
Peri Ideôn blev 1987 översatt till engelska av professor Cecil Wooten under titeln On types of style.

### Peri Heurêseos
Hermogenes brukar tillskrivas Peri Heurêseos, men det är enligt Kennedy mer troligt att verket istället är skrivet av en okänd författare som inspirerats av ett av Hermogenes förlorade verk.
Peri Heurêseos finns översatt till engelska med titeln Invention and method. Översättningen gjordes 2005 av George A. Kennedy.

### Peri Staseôn
Hermogenes Peri Staseôn är en utveckling av Hermagoras tankar om statusläran, en retorisk modell som behandlar och förklarar oenigheter. Hermogenes delar upp statusläran i 14 rubriker, även kallade "kephalaia".
Peri Staseôn finns på engelska under titeln On Issues, översatt av Warren Heath.

### Peri Methodou Deinothêtos
Ett kort verk som går igenom 36 olika stilfigurer. Enligt Kennedy är det ett relativt obetydligt verk, och det är förmodligen inte Hermogenes som skrivit det. Det brukar dock ändå tillskrivas honom.